# Kung Pao Huhn
Kung Pao Huhn oder Gongbao-Huhn (chinesisch 宮保雞丁 / 宫保鸡丁, Pinyin Gōngbǎo jīdīng, W.-G. Kung¹-pao³ Chi¹-ting¹ – „gewürfeltes Hühnchenfleisch nach Gongpao-Art“), auch unter den Bezeichnungen Gong Bao oder Kung Po bekannt, ist ein chinesisches Gericht der Sichuan-Küche. Es ist ein scharfes Saucengericht mit Hühnerfleischstücken, Erdnüssen, Gemüse (traditionell mit Winterzwiebeln), Chilischoten und Szechuanpfeffer, welches mit weiteren Zutaten angepasst werden kann. Dank der weltweiten chinesischen Diaspora ist das Gericht auch außerhalb Chinas in Form von lokal angepassten Versionen populär geworden.

## Geschichte

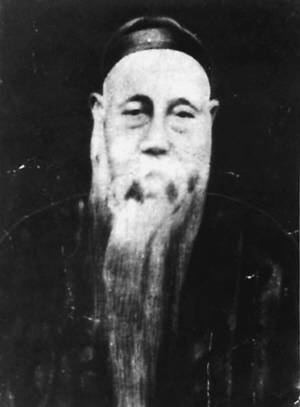
Ding Baozhen

Das klassische Gericht der Sichuan-Küche hat seinen Ursprung in der gleichnamigen Provinz Sichuan im Südwesten Chinas und enthielt lokale Sichuan-Pfefferkörner. Der Ursprung des Namens geht wahrscheinlich auf Ding Baozhen (1820–1886, 丁宝桢,  Dīng Bǎozhēn,  Ting Pao-chen) zurück, einen Beamten des höchsten Rangs am Hof der späten Qing-Dynastie und Gouverneur (Statthalter) der Provinz Sichuan. Sein Titel war Taizi Shaobao (太子少保,  tàizǐ shǎobǎo), einer der Gongbao (宫保,  gōngbǎo,  kung¹-pao³ – „Palastpatron, Palastverteidiger“), was sich etwa mit „Palastwächter“, besser „Palastbeschützer“, übersetzen lässt. Ding war allerdings wahrscheinlich nicht selbst der Erfinder des Gerichts und der genaue Ursprung des Gerichts ist umstritten. Möglicherweise stammt es ursprünglich aus Dings Heimatprovinz Guizhou oder wurde von seinem Koch erfunden.
Dieses Gericht hat im Ursprungsland China regional verschiedene Bezeichnungen. In Guizhou ist es als Hulazi jiding (糊辣子鸡丁,  Húlàzi jīdīng) bekannt. In Shandong nennt man es Jiangbao jiding (酱爆鸡丁,  Jiàngbào jīdīng).
Während der Kulturrevolution durfte dieser Name des Gerichts nicht mehr benutzt werden, da er mit dem kaiserlichen System assoziiert wurde. Das Gericht wurde von den Maoisten in „schnell gebratene Hühnerwürfel“ bzw. „Hühnerwürfel mit angebratenen Chilis“ (Hula jiding, 糊辣鸡丁,  Húlà jīdīng) umbenannt, bis der alte Name in den 1980er Jahren unter Deng Xiaopings Reformen rehabilitiert wurde.

## Zubereitung
Die ursprüngliche Sichuan-Variante verwendet Huhn als Hauptzutat. In dieser ursprünglichen Version werden Hühnerwürfel mit einer vorbereiteten Marinade vermischt und mit Shaoxing-Reiswein abgeschmeckt. Die Marinade beruht im Original auf Zucker, Maisstärke und Sojasauce. Im Wok wird Öl erhitzt, dann werden Chilischoten und Sichuan-Pfefferkörner kurz angebraten, um dem Öl Aroma zu verleihen. Dann werden die Hühnerstücke angebraten, umgerührt und gehackter Lauch sowie Erdnüsse hinzugefügt. Die Erdnüsse werden in das heiße Öl am Boden des Woks geworfen und dann goldbraun frittiert, bevor weitere Zutaten wie Zwiebeln hinzugefügt werden können. Als Beilage wird meist Reis verwendet.
Das Hühnerfleisch kann auch durch andere Fleischarten wie Schweinefleisch, Rindfleisch, Frosch, Garnelen oder Fleischersatz wie Tofu substituiert werden. Die im Westen gebräuchlichen Varianten, die als Kung Pao Huhn, Kung Po oder einfach als Chili- und Knoblauch-Hühnchen bezeichnet werden, bestehen aus gewürfeltem, mariniertem Hühnerfleisch, das mit Orangen oder Orangensaft, Ingwer, Knoblauch, Hühnerbrühe, Zucker, Speiseöl, Maisstärke sowie Salz und Pfeffer nach Geschmack angebraten wird. Auch andere Gemüsesorten wie Zwiebeln, Paprika oder Karotten können hinzugefügt werden.

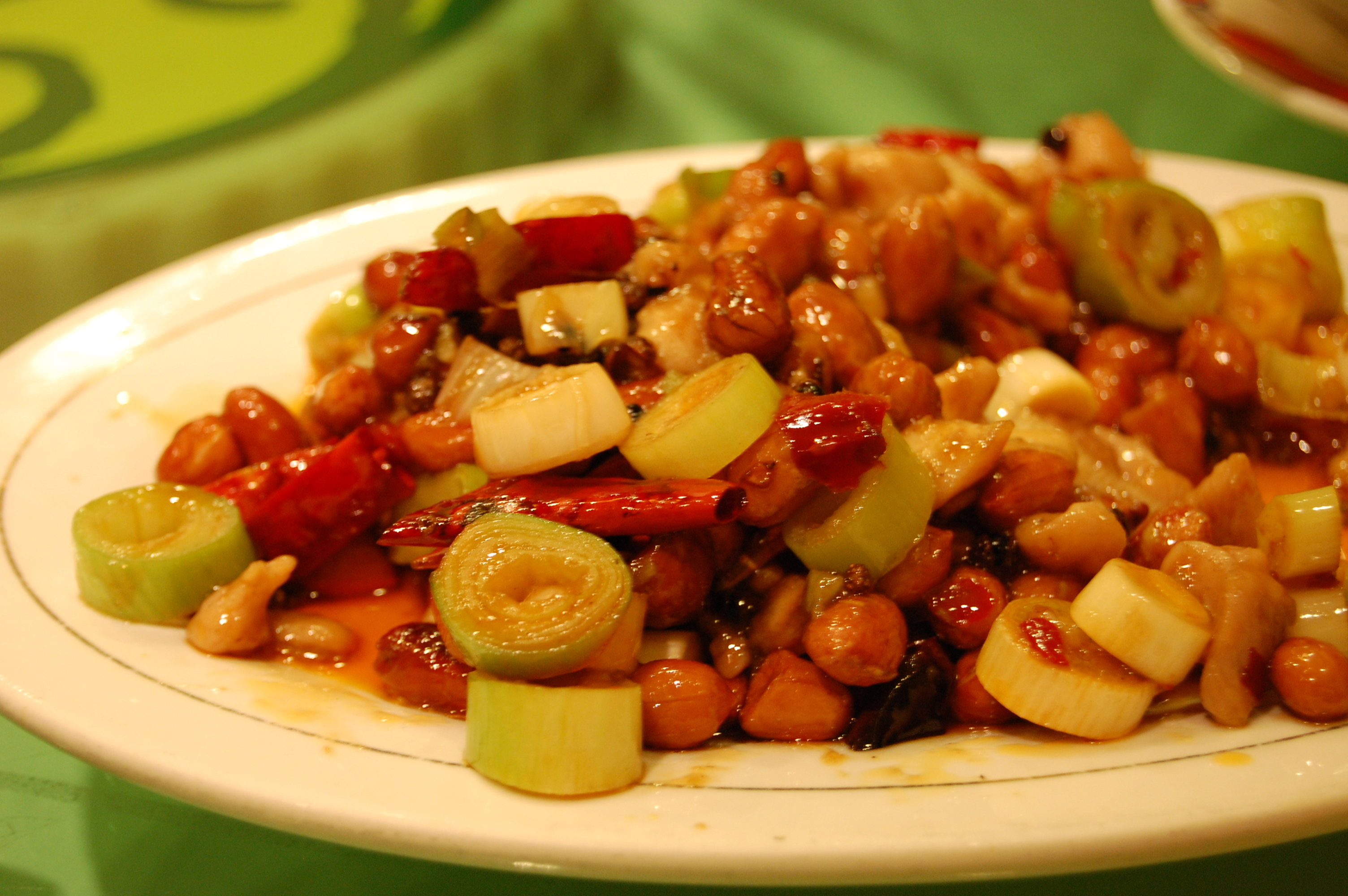
Kung Pao Huhn (Sichuan)
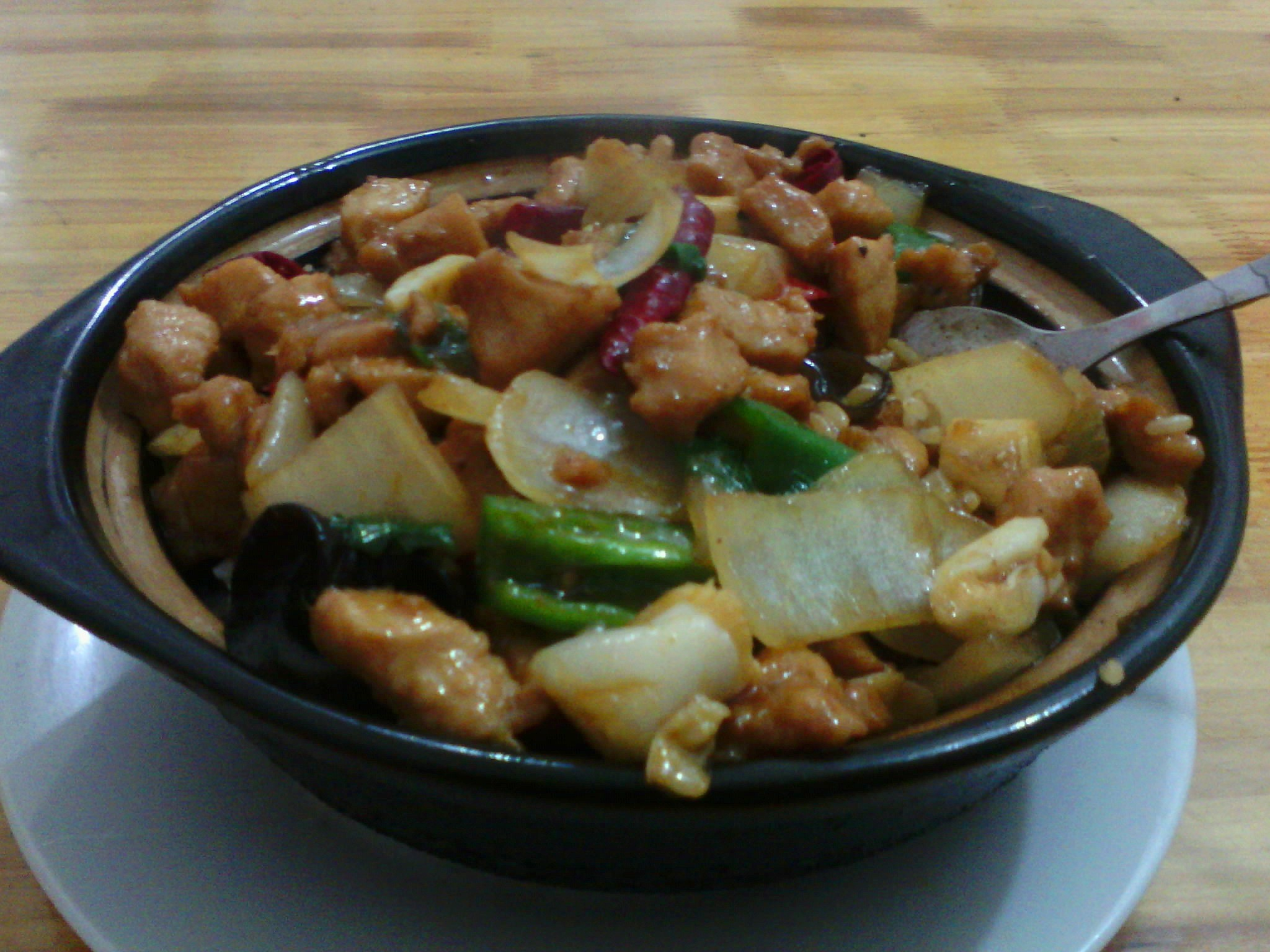
Kung Pao Huhn (Anhui)
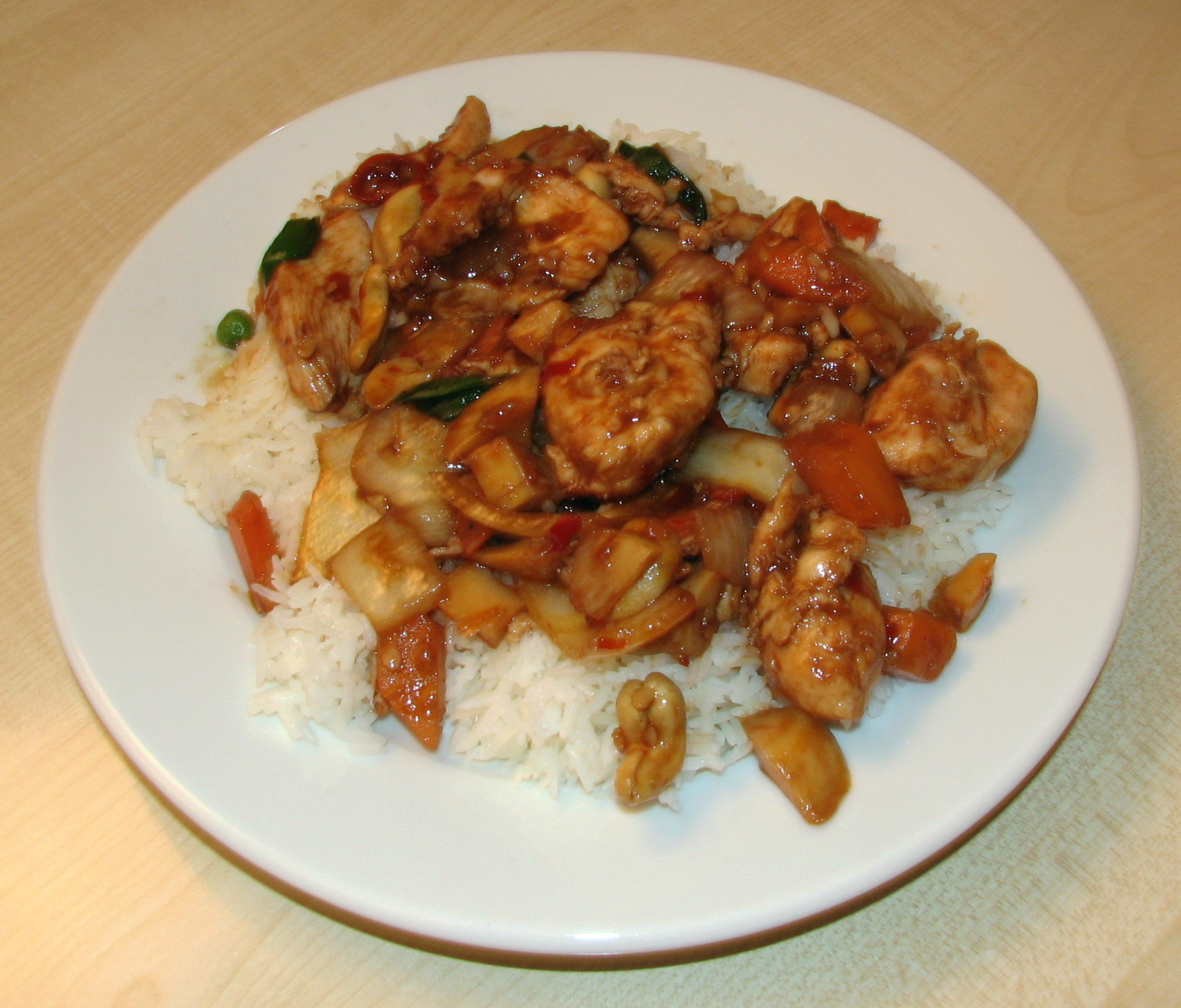
Kung Pao Huhn (London)
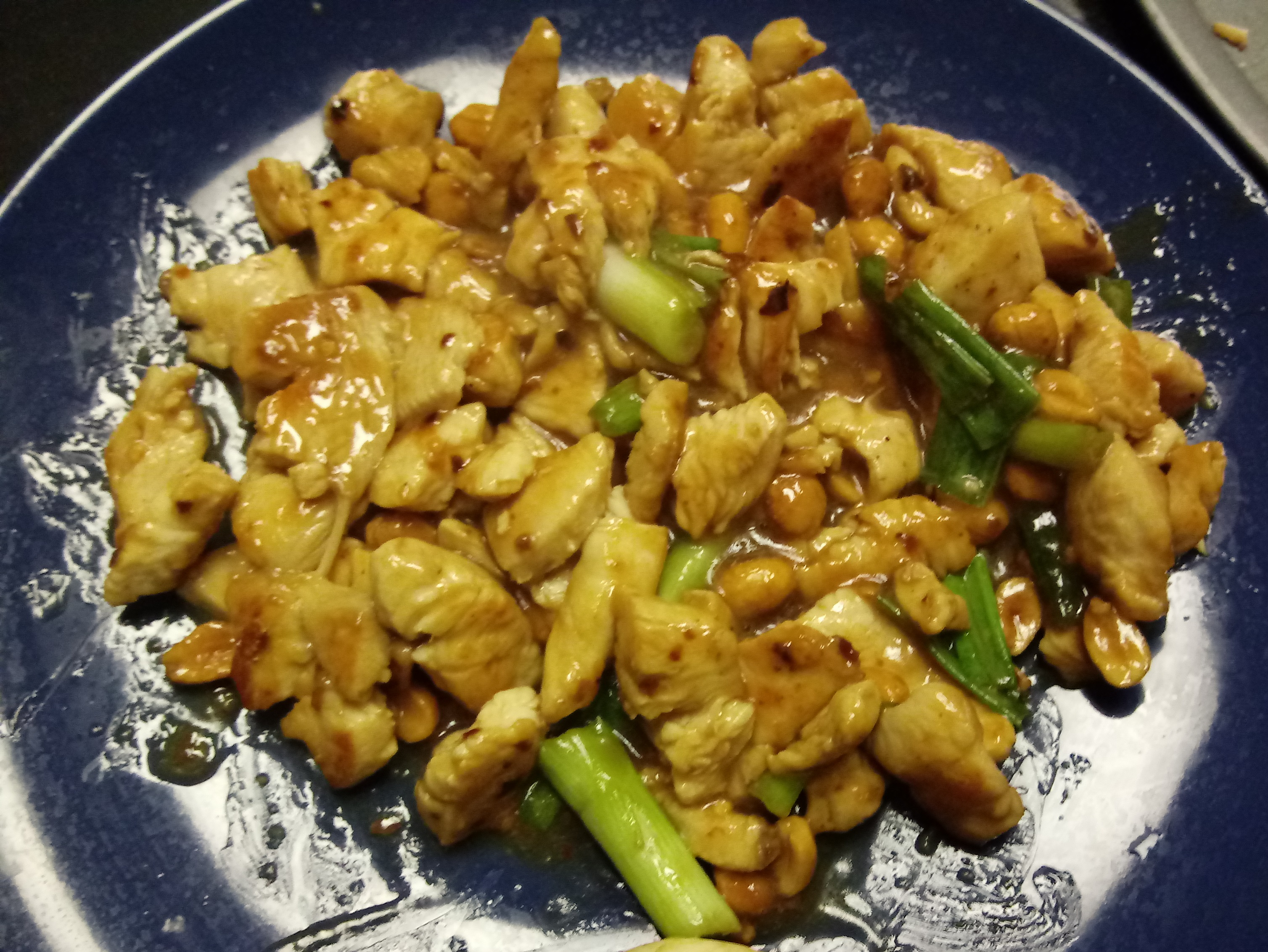
Kung Pao Huhn (Kalifornien)